# Coșești
Coşeşti é uma comuna romena localizada no distrito de Argeş, na região de Muntênia. A comuna possui uma área de 62.00 km² e sua população era de 5502 habitantes segundo o censo de 2007.